# نوريوكي إشيغاكا
نوريوكي إشيغاكا (باليابانية: 石垣 徳之) (مواليد 30 نوفمبر 1997)، هو لاعب كرة قدم كان يلعب كمدافع.

## وصلات خارجية
- نوريوكي إشيغاكا على موقع رابطة كرة القدم اليابانية للمحترفين (اليابانية)